# This Night
〈This Night〉은 빌리 조엘의 음반 《An Innocent Man》의 다섯 번째 싱글이다.
이 노래의 후렴구 멜로디는 루트비히 판 베토벤의 피아노 소나타 8번 제 2악장을 사용했다. 베토벤은 《L.V. Beethoven》라는 제목의 음반의 한 작곡가 중 한 명으로 여겨진다.
영국과 일본에서만 싱글로 발매된 이 곡은 영국 싱글 차트에서 78위, 일본 오리콘 싱글 차트에서 88위를 기록했다. 빌리 조엘은 인터뷰에서 〈This Night〉은 두 번째 부인 크리스티 브링클리와 만나기 직전 잠깐 만났던 슈퍼모델 엘 맥퍼슨과의 관계에 대한 내용이라고 말했다.
미국에서는 〈This Night〉이 〈Leave a Tender Moment Alone〉의 B 사이드로 발매되었다.

## 수록곡

### 7" 싱글
1. "This Night"
2. "I'll Cry Instead" (live)

### 일본 7" 싱글 / CBS 07SP 722
1. "This Night"
2. "Careless talk"

## 차트
| 1984년                      | 순위 |
| --------------------------- | ---- |
| 벨기에 싱글 차트 (플랜더스) | 21   |
| 일본 오리콘 싱글 차트       | 88   |
| 영국 싱글 차트              | 78   |